# Акстел (Небраска)
Акстел (енгл. Axtell) град је у америчкој савезној држави Небраска.

## Демографија
По попису из 2010. године број становника је 726, што је 30 (4,3%) становника више него 2000. године.
| Група             | 2000.       | 2010.       |
| Белци             | 680 (97,7%) | 704 (97,0%) |
| Афроамериканци    | 0 (0,0%)    | 0 (0,0%)    |
| Азијати           | 2 (0,3%)    | 1 (0,1%)    |
| Хиспаноамериканци | 11 (1,6%)   | 9 (1,2%)    |
| Укупно            | 696         | 726         |